# Boueilho
Pour les articles homonymes, voir Boueilho.
Boueilho est une ancienne commune française du département des Pyrénées-Atlantiques. En 1843, la commune fusionne avec Boueilh et Lasque pour former la nouvelle commune de Boueilh-Boueilho-Lasque.

## Géographie
Boueilho est situé au nord du département, au sud-ouest de Garlin.

## Toponymie
Le toponyme Boueilho apparaît sous les formes 
Boilho et Boeilho (respectivement 1538 et 1673, réformation de Béarn), 
Boeilho (1793 ou an II) et 
Boielho (1801, Bulletin des Lois).
Du latin bovillum qui signifie domaine à bœufs.

## Histoire
Paul Raymond note que Boueilho dépendait du Tursan et de la subdélégation de Saint-Sever.
La commune a été formée en 1843 par la réunion des villages de Boueilho et Lasque à Boueilh. Cependant cette union est pour le moins particulière : chaque village ayant gardé longtemps une sorte d’indépendance et des fonctionnements distincts. Chacun possède son église où la messe dominicale est célébrée à tour de rôle.
Le village ne fut rattaché véritablement au Béarn que de 1240 à 1452, date à partir de laquelle il fut annexé au royaume de France. Pointe avancée vers la Chalosse, les échanges se font indifféremment vers les Landes ou le Béarn.

## Démographie
| 1793 | 1800 | 1806 | 1821 | 1831 | 1836 |
| ---- | ---- | ---- | ---- | ---- | ---- |
| 211  | 180  | -    | 222  | 199  | 239  |

## Culture locale et patrimoine

### Patrimoine civil
L'ensemble fortifié de Boueilho-Castéra pourrait être un ancien camp préhistorique.

### Patrimoine religieux
L'église Saint-Jean pourrait tirer ses origines du haut Moyen Âge. On y trouve des objets et du mobilier inscrits à l'Inventaire général du patrimoine culturel.

## Pour approfondir